# Gösta Gärdin
Gösta Gärdin (Linköping, 28 de maio de 1923) é um ex-pentatleta sueco. 

## Carreira
Gösta Gärdin representou seu país nos Jogos Olímpicos de 1948, na qual conquistou a medalha de bronze, no individual, em 1948. 